# Юбилейная медаль 2500-летия основания Персидской империи
Памятная медаль в ознаменование 2500-летия основания Персидской империи – государственная памятная медаль Ирана.

## История
В 1971 году в шахском Иране проходили широкие юбилейные мероприятия, приуроченные к 2500-летию основания Персидского государства. Основные мероприятия проходили у стен древнего города Персеполя, а начались у мавзолея Кира II Великого в Пасаргадах.
Для вручения приглашённым гостям мероприятий была изготовлена памятная медаль.

## Описание

### Первый тип
Медаль бронзовая круглой формы с широкой каймой. На аверсе изображение профиля шахиншаха Мохаммеда Реза Пехлеви. Кайма представляет собой орнамент из цветков лотоса.
Реверс с такой же каймой как и на аверсе. В центре изображение Цилиндра Кира, выше которого надпись на языке фарси, а ниже – на французском языке:  «25 веков основания империи Ирана Киром Великим» и пояснением «Цилиндр Кира Великого, первая декларация [прав и] свобод народов». Непосредственно над и под цилиндром мелкими цифрами указан год: «1350» и «1971» соответственно.
Медаль при помощи кольца крепится к ленте.
Лента голубого цвета с синими полосками по краям. На ленту крепится металлическое изображение короны Пехлеви.

### Второй тип
Известен второй тип медали.
Медаль бронзовая круглой формы с бортиком.
В аверсе изображение профиля шахиншаха Мохаммеда Реза Пехлеви в окружении лаврового венка. 
Реверс несёт на себе изображение мавзолея Кира II Великого, сопровождаемый вверху идущей полукругом легендой на фарси, которая гласит: «В память 2500-летия основания Иранской империи».
Медаль при помощи кольца крепится к ленте.
Лента голубого цвета с синими полосками по краям и широкой красной полоской по центру. На ленту крепится металлическое изображение короны Пехлеви.